# Kantongerecht Eindhoven
Het kantongerecht Eindhoven was van 1838 tot 2002 een van de kantongerechten in Nederland. Na het opheffen van het kantongerecht als zelfstandig gerecht bleef Eindhoven in gebruik als zittingsplaats voor de sector kanton van de rechtbank 's-Hertogenbosch. Het gerecht was lang gevestigd in het gerechtsgebouw aan het Stratumseind. In de jaren zestig verhuisde het gerecht naar een gebouw van architect Jo Kruger aan het Stadhuisplein. Bij de instelling van het gerecht in 1838 was het het eerste kanton van het arrondissement Eindhoven.

## Trivia
De Oude Rechtbank is thans een brasserie.